# Campeonato Europeo de Patinaje Artístico sobre Hielo de 1959
El L Campeonato Europeo de Patinaje Artístico sobre Hielo se realizó en Davos (Suiza) en enero de 1959. Fue organizado por la Unión Internacional de Patinaje sobre Hielo (ISU) y la Federación Suiza de Patinaje sobre Hielo.

## Resultados

### Masculino
| Puesto | Nombre            | País           | Puntos |
| ------ | ----------------- | -------------- | ------ |
| Oro    | Karol Divín       | Checoslovaquia |        |
| Plata  | Alain Giletti     | Francia        |        |
| Bronce | Norbert Felsinger | Austria        |        |

### Femenino
| Puesto | Nombre           | País         | Puntos |
| ------ | ---------------- | ------------ | ------ |
| Oro    | Hanna Walter     | Austria      |        |
| Plata  | Sjoukje Dijkstra | Países Bajos |        |
| Bronce | Joan Haanappel   | Países Bajos |        |

### Parejas
| Puesto | Nombre                              | País                | Puntos |
| ------ | ----------------------------------- | ------------------- | ------ |
| Oro    | Marika Kilius / Hans-Jürgen Bäumler | Alemania Occidental |        |
| Plata  | Nina Zhuk / Stanislav Zhuk          | Unión Soviética     |        |
| Bronce | Joyce Coates / Anthony Holles       | Reino Unido         |        |

### Danza en hielo
| Puesto | Nombre                              | País        | Puntos |
| ------ | ----------------------------------- | ----------- | ------ |
| Oro    | Doreen Denny / Courtney Jones       | Reino Unido |        |
| Plata  | Catherine Morris / Michael Robinson | Reino Unido |        |
| Bronce | Christiane Guhel / Jean-Paul Guhel  | Francia     |        |

## Medallero
| Núm. | País                | Oro | Plata | Bronce | Total |
| ---- | ------------------- | --- | ----- | ------ | ----- |
| 1    | Reino Unido         | 1   | 1     | 1      | 3     |
| 2    | Austria             | 1   | 0     | 1      | 2     |
| 3    | Alemania Occidental | 1   | 0     | 0      | 1     |
| 3    | Checoslovaquia      | 1   | 0     | 0      | 1     |
| 5    | Francia             | 0   | 1     | 1      | 2     |
| 5    | Países Bajos        | 0   | 1     | 1      | 2     |
| 7    | Unión Soviética     | 0   | 1     | 0      | 1     |
|      | TOTAL               | 4   | 4     | 4      | 12    |